# Hans Stüwe
Hans Stüwe (Haale, 14 de maio de 1901 – Berlim, 13 de maio de 1976) foi um ator de cinema alemão. Ele atuou em filmes mudos entre 1927 e 1955.
Sepultado no Cemitério de Wilmersdorf em Berlim.

## Filmografia selecionada
- 1926: Des Königs Befehl
- 1926: Potsdam, das Schicksal einer Residenz
- 1927: Prinz Louis Ferdinand
- 1927: Die Sünderin
- 1927: Die Ausgestoßenen
- 1927: Dr. Bessels Verwandlung
- 1927: Feme
- 1928: Schinderhannes
- 1928: Villa Falconieri
- 1928: Marter der Liebe
- 1952: Am Brunnen vor dem Tore
- 1953: Ave Maria
- 1953: Wenn am Sonntagabend die Dorfmusik spielt